# Tjärustenen
Tjärustenen är en klippa i Finland.   Den ligger i den ekonomiska regionen  Vasa  och landskapet Österbotten, i den västra delen av landet, 400 km nordväst om huvudstaden Helsingfors.
Terrängen runt Tjärustenen är mycket platt. Havet är nära Tjärustenen åt nordväst. Runt Tjärustenen är det glesbefolkat, med 20 invånare per kvadratkilometer. Närmaste större samhälle är Vasa, 20,0 km söder om Tjärustenen. 